# Krimmlerfallen
Krimmlerfallen är en grupp vattenfall i Österrike. Dessa ligger i kommunen Krimml i förbundslandet Salzburg, 330 km väster om huvudstaden Wien. Krimmlerfallen ligger mellan 1 070 och 1 460 meter över havet. Närmaste större samhälle är Neukirchen am Großvenediger, 9 km nordost om Krimmlerfallen.

## Fallen

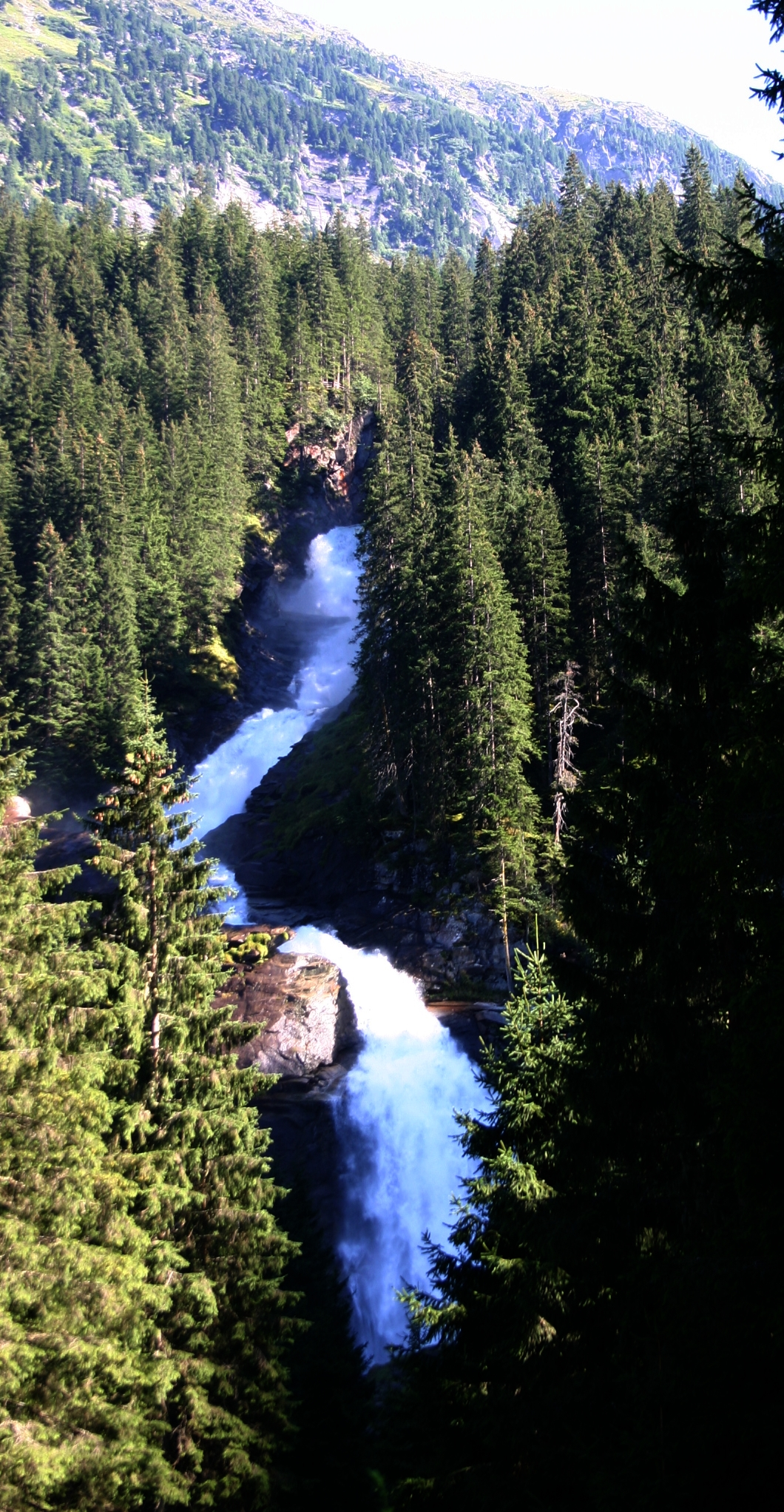
Krimmlerfallen.

Krimmlerfallen är en serie av vattenfall i samma fåra. Vattenfallet tar sin början Krimmler Ache-dalen och faller i tre steg. Första fallet är på 140 meter, mittenfallet på 100 meter, och det nedersta fallet på 140 meter. Den högsta punkten av vattenfallet ligger på 1 470 meter över havet.

## Flöde
Krimmler Ache är ett flöde som består av smältvatten från glaciärer varför mängden vatten varierar med säsongen. Volymen under juni och juli ligger på 20 000 m³/h, medan flödet under februari månad endast ligger på 500 m³/h. Det högsta uppmätta flödet var 25 augusti 1987 på 600 000 m³/h.
Efter fallen rinner älven samman med floden Salzach som i sin tur flyter till floden Inn, vidare till floden Donau som mynnar ut i Svarta havet.

## Turism
För att möjliggöra för turister att ta del av fallet utan svårigheter anlade Ignaz von Kürsinger en stig till den övre delen av vattenfallet. År 1879 förbättrades stigen av den österrikiska alpinklubben för att skapa panoramautsikt. Omkring 400 000 personer besöker fallet årligen. Den fuktiga miljön som skapas av fallens dimma gör idylliska växtförhållanden för flera hundra olika arter av mossor, lavar och ormbunksväxter. I omgivningen finns 62 olika fågelarter.